# Arbutus unedo

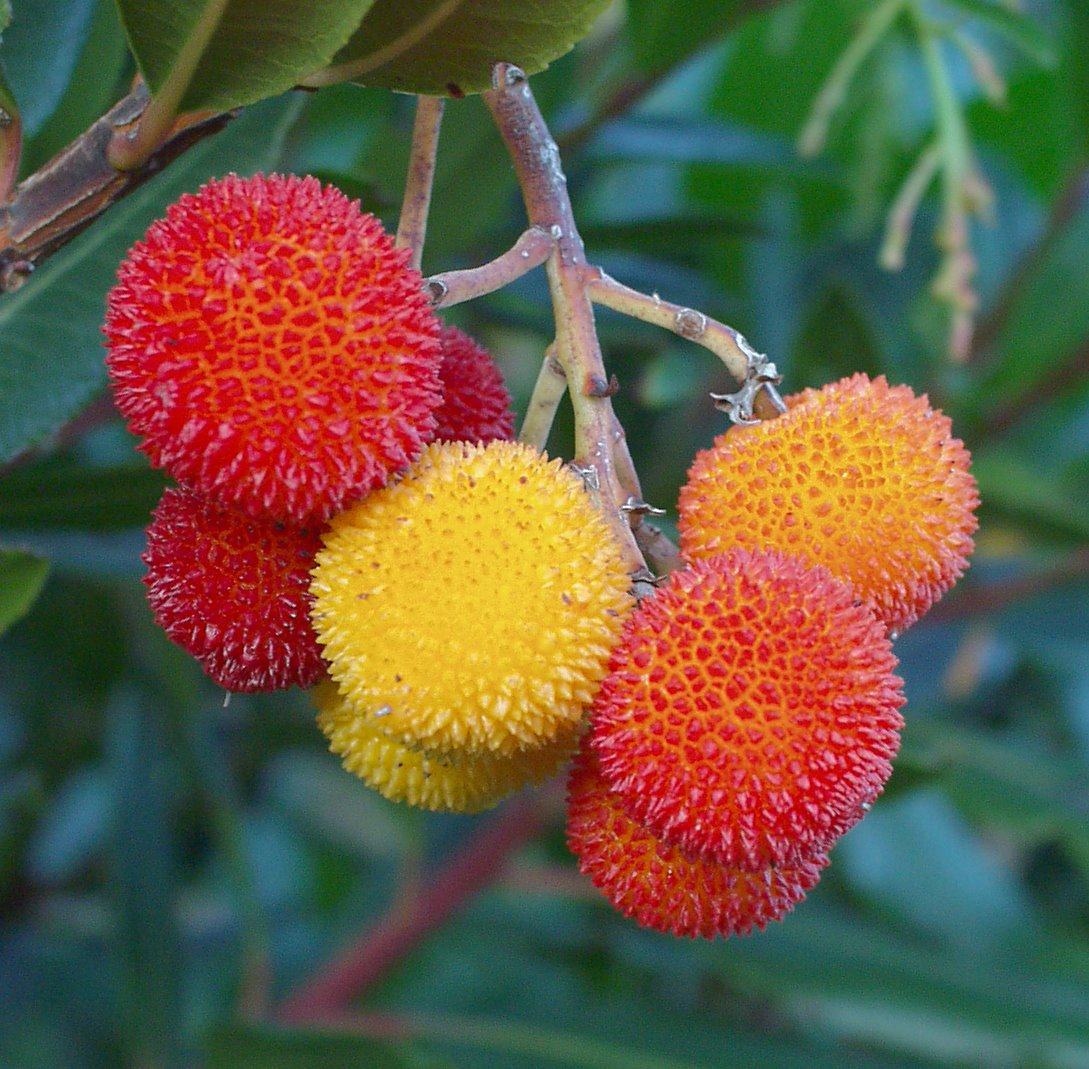
Frutti in vari stadi di maturazione.

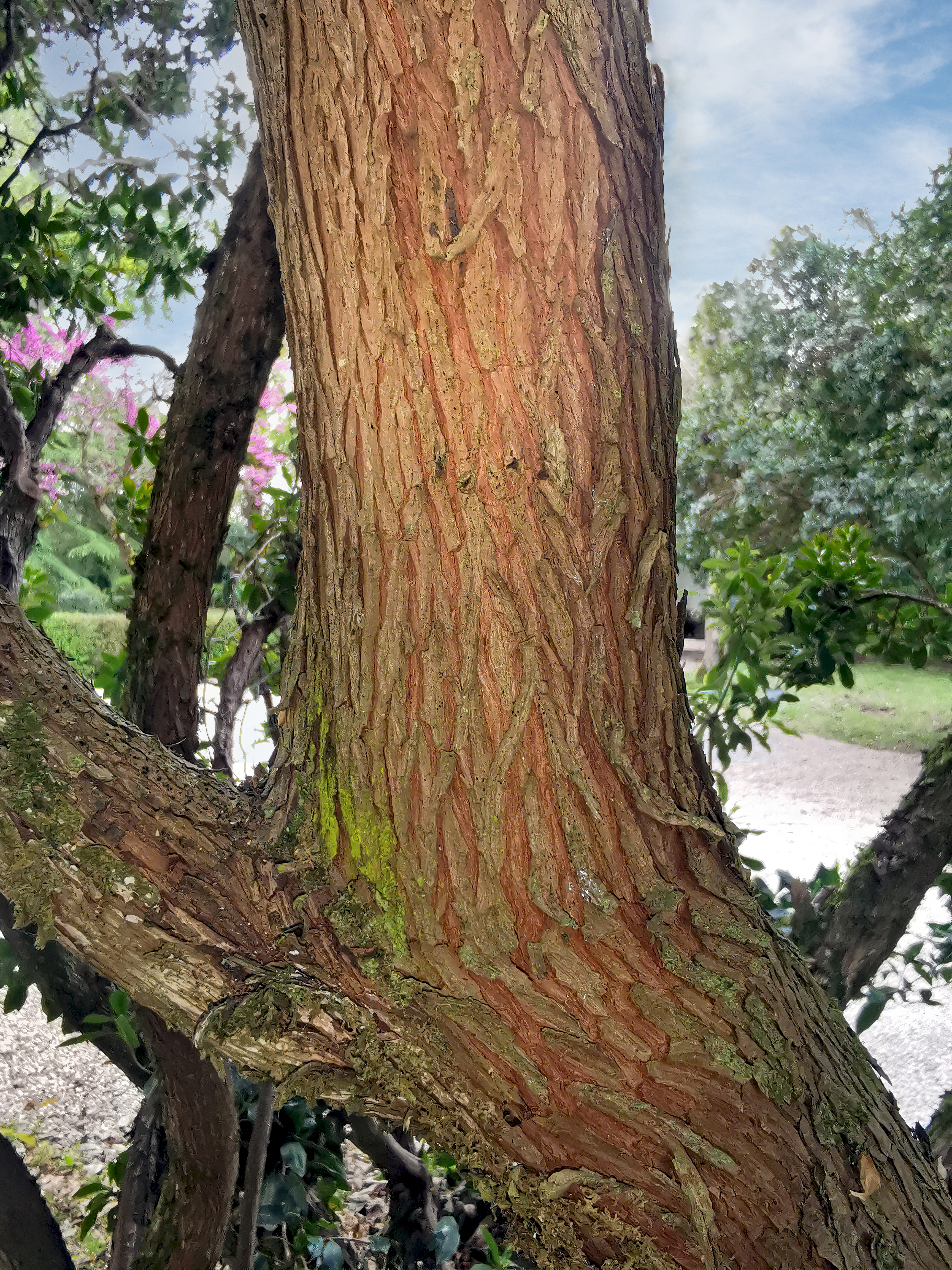
Corteccia squamosa.

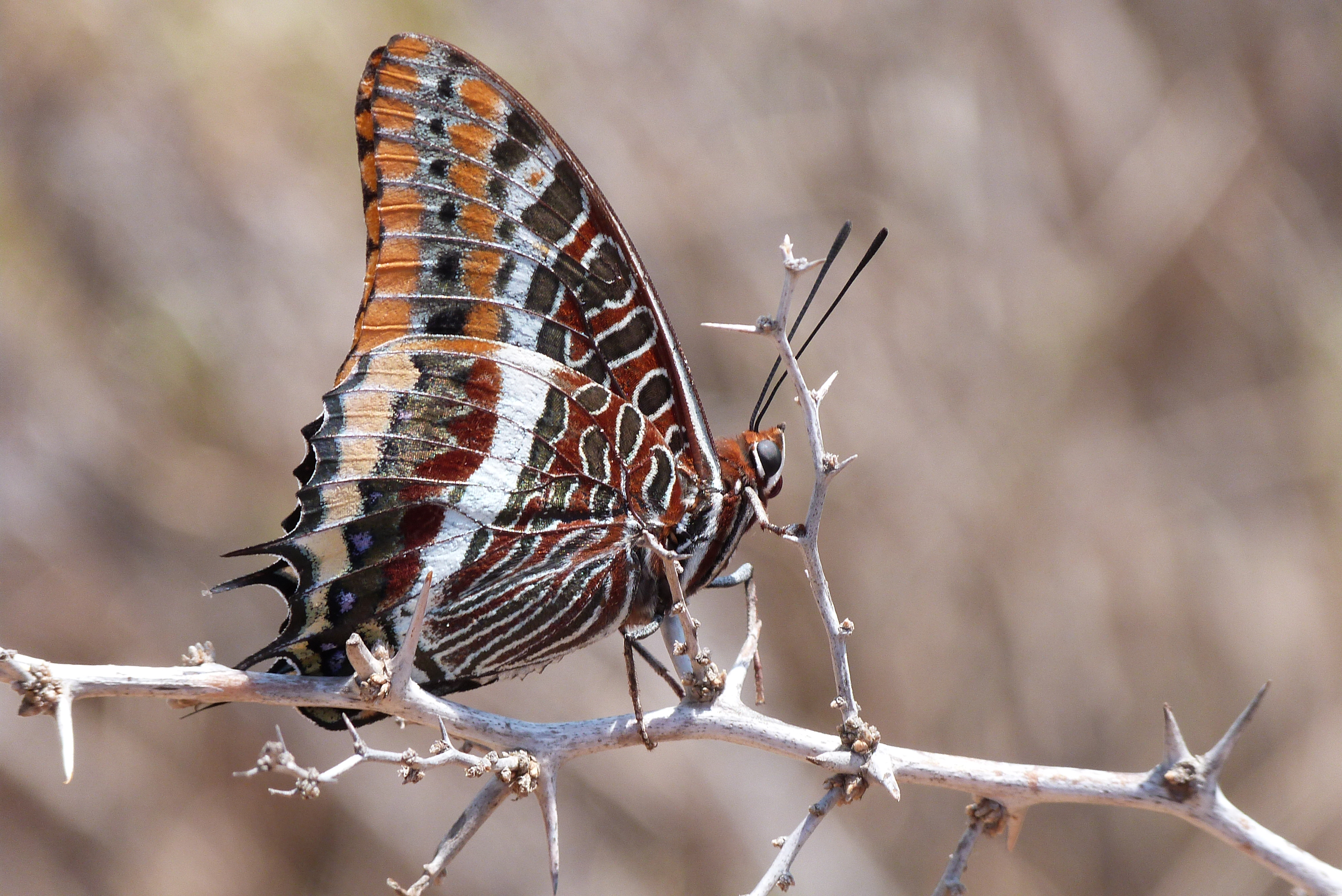
La ninfa del corbezzolo (Charaxes jasius (Linnaeus, 1767)).

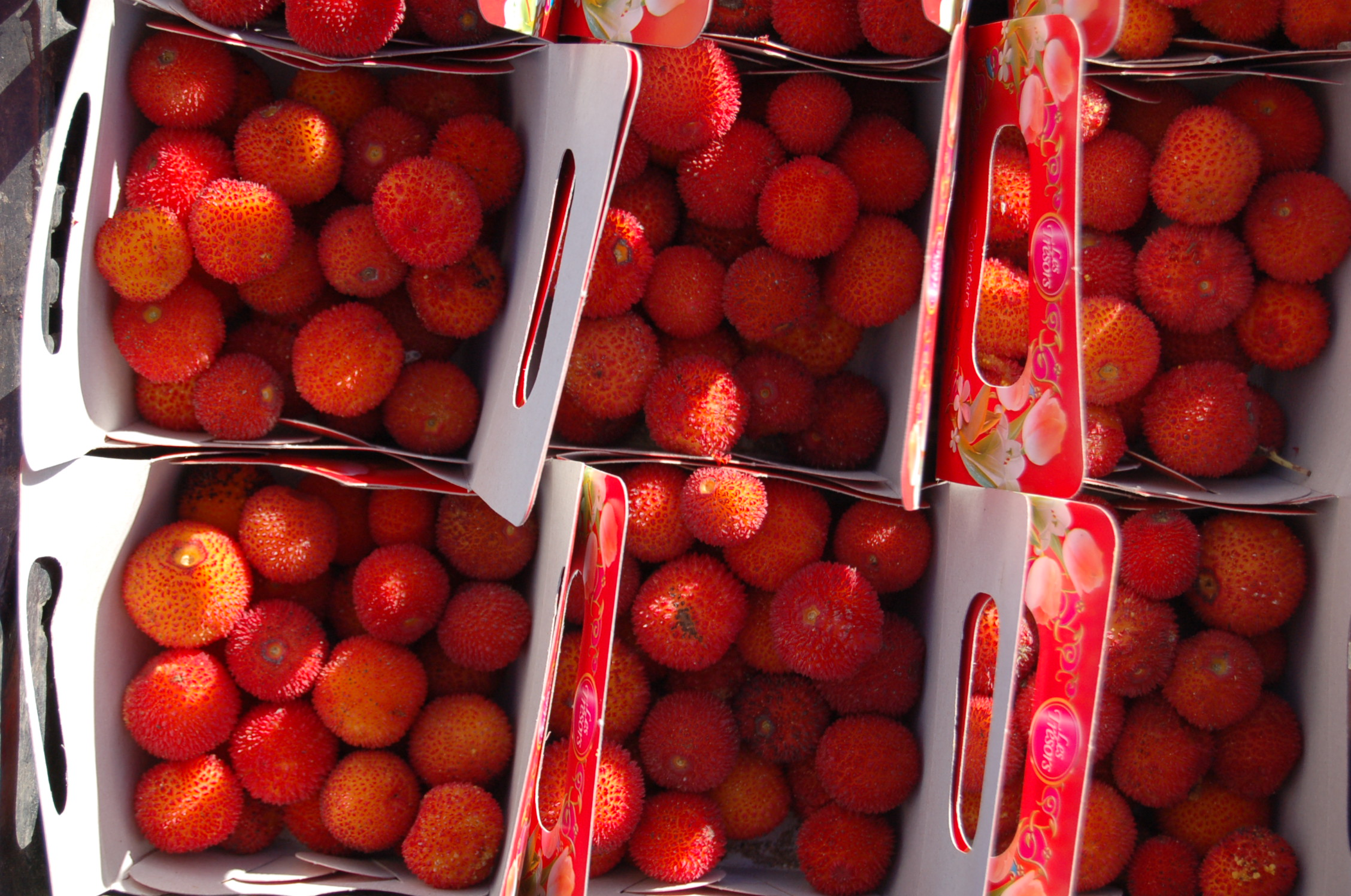
Frutti in commercio.

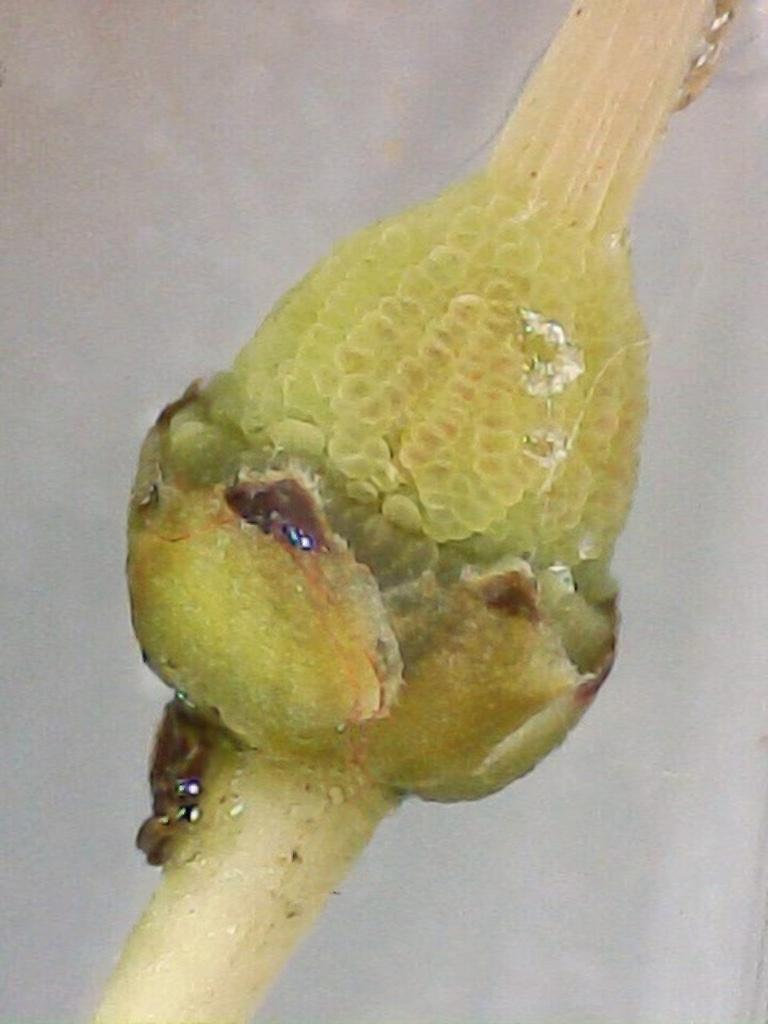
Dettaglio dell'ovario, tubercolato con lo stilo solcato; si notano i resti del calice.

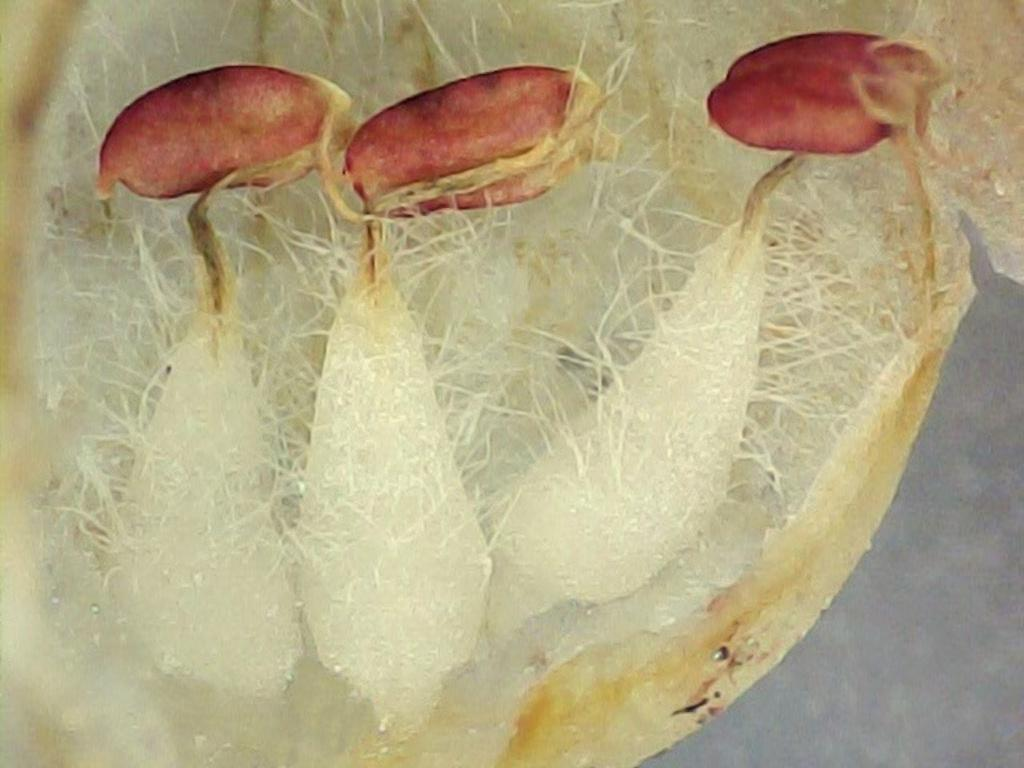
Dettaglio degli stami.

Il corbezzolo (Arbutus unedo L., 1753), che viene chiamato anche àlbatro o, poeticamente, àrbuto, è un albero da frutto sempreverde appartenente alla famiglia delle Ericacee. È diffuso nei paesi del Mediterraneo occidentale e sulle coste meridionali dell'Irlanda. È uno dei componenti principali della macchia mediterranea e della foresta mediterranea.
Uno stesso albero ospita contemporaneamente fiori e frutti maturi, per il particolare ciclo di maturazione, dato che la pianta fiorisce nell'epoca di maturazione dei frutti prodotti dalla fioritura dell'anno precedente. Per la presenza contemporanea del rosso dei frutti, del bianco dei fiori e del verde delle foglie, ossia i colori della bandiera d'Italia, il corbezzolo è considerato sin dal Risorgimento uno dei simboli patri italiani.

## Etimologia
Il nome corbezzolo deriva dal latino volgare corbitjus, incrocio del lemma mediterraneo (preindoeuropeo) corba, sopravvissuto nell'Italia settentrionale, e del nome del genere dal latino arbutus, derivato da arbuteus, anch'esso lemma di origine mediterranea (preindoeuropeo).
L'epiteto specifico, unedo, era in uso in latino e di probabile origine preromana. Plinio il Vecchio, in contrasto con l'apprezzamento che in genere riscuote il frutto, sosteneva che il nome derivasse dal fatto che si dovesse mangiarne uno solo  (unum = uno e edo = mangio).
Il nome greco antico del corbezzolo è κόμαρος (pron. kòmaros) ed è noto anche perché citato da Teofrasto nel suo libro "Sulle storie delle piante". Dal nome greco Komaros derivano alcuni nomi dialettali dei frutti: nelle Marche (cocomeri), in Calabria (cacumbari), in Umbria e Lazio  (cuccumarre). Sempre dal termine greco antico deriva anche il nome del Monte Cònero, il promontorio sulle cui pendici sorge Ancona, e la cui vegetazione è appunto ricca di alberi di corbezzolo.

## Descrizione
Il corbezzolo si presenta come un cespuglio o un albero, che può raggiungere un'altezza di 10 m. 
È una pianta latifoglia e sempreverde; inoltre è molto ramificato, con rami giovani di colore rossastro, molto decorativi.
Assume naturalmente un aspetto armonico ed ordinato.
La corteccia scura e molto dura si squama in piccoli frammenti.
È una pianta longeva e può diventare plurisecolare, in ambienti adatti può avere una crescita rapida. 
È una delle specie mediterranee che meglio si adatta agli incendi, in quanto reagisce vigorosamente al passaggio del fuoco emettendo nuovi polloni, pur adattandosi molto ai suoli cresce soprattutto su terreni acidi e sub-acidi.

### Foglie
Le foglie hanno le caratteristiche tipiche delle piante sclerofille. Hanno forma ovale lanceolata, sono larghe 2-4 centimetri e lunghe 10-12 centimetri, hanno margine dentellato. Si trovano addensate all'apice dei rami e dotate di un picciolo corto. La lamina è coriacea e si presenta lucida e di colore verde-scuro superiormente, mentre inferiormente è più chiara.

### Fiori

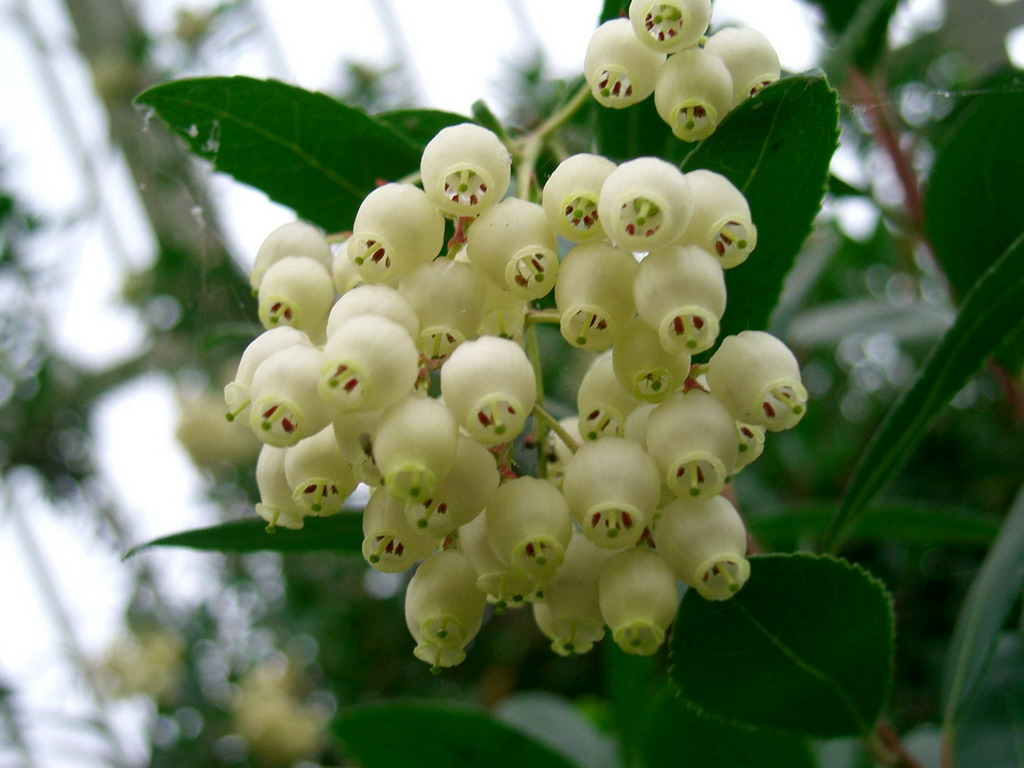
Particolare della fioritura

I fiori sono riuniti in pannocchie pendule che ne contengono tra 15 e 20. La corolla è di colore bianco-giallastro o rosea, urceolata e con 5 piccoli denti ripiegati verso l'esterno larghi 5-8 millimetri e lunghi 6-10 millimetri. Le antere sono di colore rosso scuro intenso con due cornetti gialli.

### Frutti
Il frutto è una bacca sferica di circa 2 centimetri, carnosa e rossa a maturità, ricoperta di tubercoli abbastanza rigidi spessi qualche millimetro; i frutti freschi hanno un uso alimentare per il loro buon sapore, se colti al momento della loro maturazione, ossia quando la polpa comincia ad ammorbidirsi. Sono utilizzati anche per preparazioni casalinghe (confetture) e altre ricette.
I frutti maturano in ottobre-dicembre, nell'anno successivo rispetto alla fioritura che dà loro origine, hanno una maturazione scalare e possono essere presenti sullo stesso arbusto bacche rosse mature e più chiare ancora acerbe. Come già ricordato, la maturazione dei frutti coincide con la nuova fioritura.

### Legno
Il legno di corbezzolo è un ottimo combustibile per il riscaldamento casalingo utilizzato su camini e stufe, ma il suo utilizzo maggiore è per gli arrosti grazie alle sue caratteristiche aromatiche. Il corbezzolo è un legno molto robusto e pesante; dopo circa 60 gg dal taglio può perdere fino al 40% del suo peso.

## Ecologia
La farfalla del corbezzolo (Charaxes jasius), in fase larvale, si nutre esclusivamente delle foglie della pianta del corbezzolo, mentre da adulta predilige i frutti maturi, di cui succhia i liquidi zuccherini; da queste abitudini deriva il suo nome.
L'albero del corbezzolo stabilisce micorrize con porcini e ovoli.

## Distribuzione e habitat
È una specie tipica della macchia mediterranea, presente sia in Europa meridionale che nel Nordafrica; è ugualmente molto diffusa sulle coste atlantiche del Portogallo e della Spagna e nel sud dell'Irlanda. Il corbezzolo è una pianta xerofila, cresce in ambienti semiaridi, vegetando tra altri cespugli e nei boschi di leccio. Predilige terreni silicei e cresce ad altitudini comprese tra 0 e 800 metri. In Italia il suo areale è continuo su tutte le coste liguri, sarde, siciliane, tirreniche e in quelle adriatiche da sud fino ad Ancona.

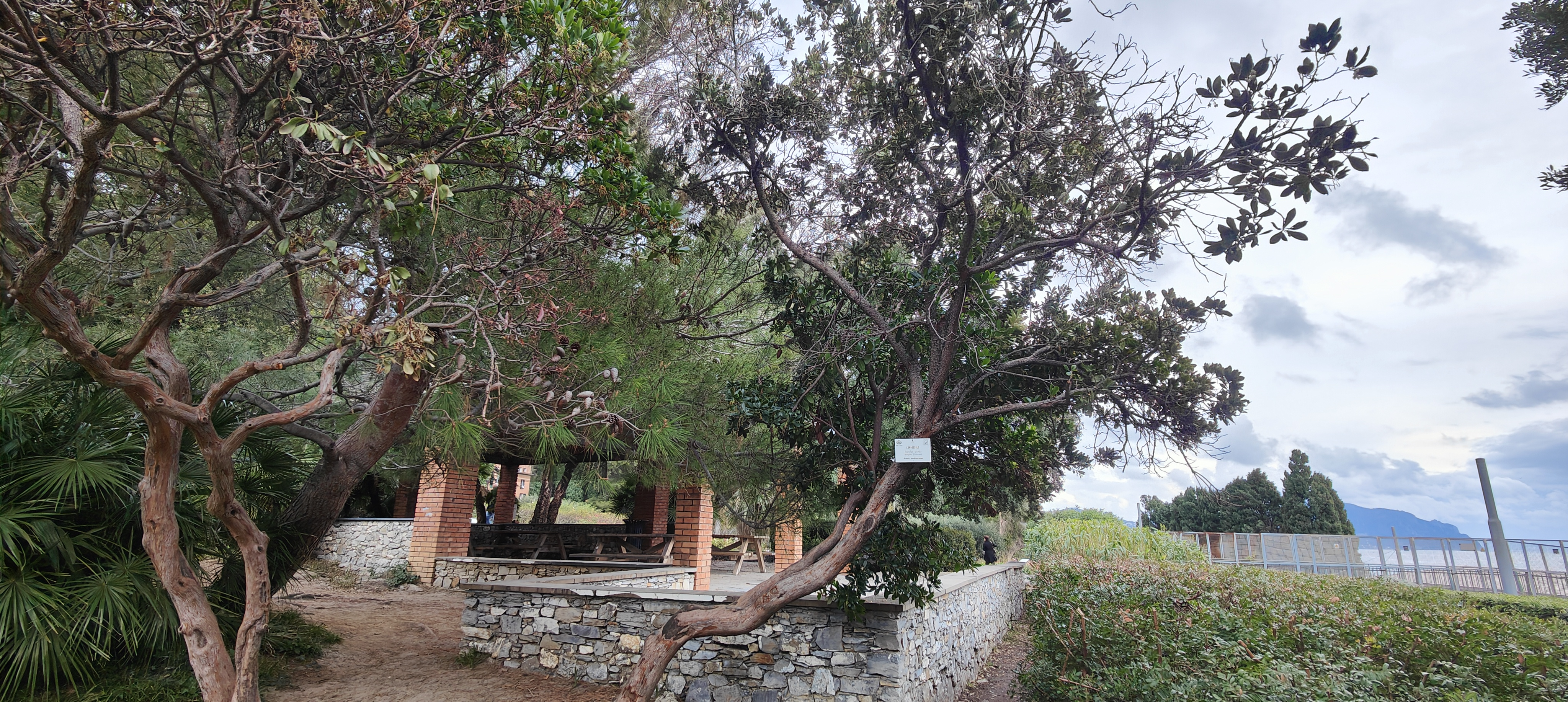
Corbezzolo ai Parchi di Nervi

## Coltivazione
Il corbezzolo è un arbusto resistente alla siccità, e tollera leggermente il freddo, fino a circa -10/-15 °C, è un arbusto rustico e resistente a molti parassiti. Vegeta in terreni sub-acidi, anche rocciosi.
Il corbezzolo, fiorendo in inverno, fruttifica solo in zone a clima mite dove le api possono impollinare, ad esempio nell'Italia meridionale, sebbene la pianta tolleri anche inverni più freddi (come il nespolo del Giappone).
La moltiplicazione è per semi, dato il periodo di fioritura tardo autunnale, in climi eccessivamente freddi, la produzione di semi nei frutti è spesso carente.
La moltiplicazione per talea è possibile, ma difficoltosa. Il suolo di elezione per germinazione e taleaggio è neutro - acido.

## Usi

### Usi alimentari
Frutti freschi
I frutti sono eduli, dolci e apprezzati. Hanno una maturazione che si conclude a ottobre-dicembre dell'anno successivo a quello della fioritura. Si possono consumare direttamente, conservarli sotto spirito, utilizzarli per preparare confetture e mostarde, cuocerli nello zucchero per caramellarli. Nelle Marche, e specificamente nella zona del promontorio di Monte Conero, una secolare tradizione voleva che gli abitanti della zona accorressero nel giorno dei santi Simone e Giuda (28 ottobre) nelle selve per cibarsi abbondantemente dei frutti del corbezzolo incoronandosi dei rami della pianta, perpetuando così un rito bacchico rivisitato in chiave cristiana. Oggigiorno la festa del corbezzolo non è più celebrata ufficialmente, ma gli abitanti della zona del Conero amano ancora recarsi nei boschi del promontorio per raccogliere i corbezzoli durante le belle giornate autunnali.
Secondo la tradizione, il consumo di grandi quantità di frutti di corbezzolo produce una leggera sensazione di ubriachezza. Per questo motivo, nell'antichità, questa pianta era sacra al dio greco Dioniso, il romano Bacco
Non esistono controindicazioni specifiche al consumo dei frutti freschi, a meno che, come per tutti i frutti, non si soffra di allergie specifiche.
Vino di corbezzolo
Con la fermentazione dei frutti si ottiene il "vino di corbezzolo", a bassa gradazione alcolica e leggermente frizzante in uso in Corsica, Algeria e nella zona del promontorio del Conero, dove è detto vinetto.
Acquavite
Con la distillazione dei frutti schiacciati si ottiene invece un'acquavite, in uso specialmente in Sardegna.
Liquore
Facendo macerare i frutti per 10-30 giorni in soluzione alcolica se ne ottiene un delicato liquore. Questo liquore, di produzione prevalentemente artigianale è detto in Portogallo Aguardente de Medronhos, mentre nella zona del promontorio del Conero è chiamato arbuto del Monte.
Miele di corbezzolo
I fiori, che compaiono in novembre, sono profumati e ricchi di nettare; per questo motivo intensamente visitati dalle api, se il clima non è già diventato troppo freddo. Dai fiori di corbezzolo si ricava dunque l'ultimo miele che le api producono prima di andare in riposo, pregiato per il suo sapore particolare, amarognolo e aromatico. Questa fioritura è utile alle api perché fornisce loro alimento in epoca tardo autunnale (ottobre-novembre), quando i fiori delle fioriture mediterranee invernali non sono ancora sbocciati.
Nelle zone più settentrionali dell'areale di questa pianta, a causa del clima meno temperato, i freddi improvvisi possono indurre le api a andare precocemente in riposo, e in assenza della loro attività bottinatrice sul corbezzolo, la produzione di questo particolare miele è compromessa.
La produzione di miele di corbezzolo è possibile solo nelle zone ricche di corbezzoli, come la Sardegna e alcune zone di Toscana, Corsica e, nelle Marche, a Monte Conero.

### Usi erboristici
Oltre che come alimento, i frutti del corbezzolo sono utilizzati anche in fitoterapia, grazie alle sostanze in essi contenute
, in particolare per l'alto contenuto di vitamina C: 100 grammi ne contengono circa 8 mg. Essi contengono anche vitamina E, sono ricchi di pectine, flavonoidi (in particolare il beta-carotene), antociani e di acidi grassi insaturi, tra cui l'acido linoleico e linolenico. I sali minerali presenti sono quelli di sodio, di potassio, di calcio, di magnesio e di fosforo. Per la presenza di flavonoidi e antociani, di sostanze antiossidanti e di vitamina C, i frutti di corbezzolo contrastano la formazione di radicali liberi e sono utilizzati per combattere lo stress ossidativo. I frutti hanno effetto antidiarroico. Il corbezzolo ha proprietà antisettiche e antinfiammatorie ed è utilizzato per trattare cistite e prostatite. In persone allergiche a questa pianta, però, alla pari con tutti gli altri frutti, possono causare inconvenienti di solito non gravi.
Le foglie, preparate in decotto hanno caratteristiche diuretiche, astringenti e antisettiche.

### Altri usi
La pianta viene utilizzata a scopo ornamentale in parchi e giardini per il colore rosso intenso dei propri frutti, presenti sulla pianta contemporaneamente ai bei grappoli di fiori bianchi, ed anche per il denso e lucido fogliame.
Infine, si ricorda che, in passato, le foglie del corbezzolo, essendo ricche di tannini e arbutoside, venivano utilizzate per la concia delle pelli. La presenza di sostanze tanniche, del resto, è comune nelle piante e nei frutti delle Ericaceae.

## Riferimenti nella cultura

### Simbolo patrio
Il corbezzolo è la pianta nazionale dell'Italia. È uno dei simboli patri italiani: con le sue foglie verdi, i suoi fiori bianchi e le sue bacche rosse richiama infatti la bandiera d'Italia.

### Araldica

Lo stemma della Provincia di Ancona, con un ramo di corbezzolo dai frutti dorati.

Lo stemma di Madrid, con un albero di corbezzolo ed un'orsa

Un ramoscello di corbezzolo con due frutti è rappresentato nello stemma della Provincia di Ancona, che a sua volta riprende la moneta greca di Ankón (attuale Ancona) del III secolo a.C., ad indicare la particolarità geografica maggiore della zona: la presenza del promontorio del Conero il cui nome, come già ricordato, deriva dal termine greco che indicava la pianta del corbezzolo. Nello specifico la blasonatura dello stemma della provincia di Ancona recita:
(Blasonario dello stemma della provincia di Ancona)
La città di Madrid ha come simbolo un'orsa poggiata su un albero di corbezzolo; per questo motivo il Comune di Madrid ha piantato alberi di questa specie nel Parco del Retiro ed anche in altri giardini.
La blasonatura dello stemma madrileno recita:
Anche i comuni spagnoli di El Madroño e di Arbúcies hanno un corbezzolo nel loro stemma.

### Poesia
Virgilio, in un passo dell'Eneide, narra di Pallante, figlio di Evandro re degli Arcadi, che, dopo essere stato ucciso da Turno, era stato adagiato su rami di corbezzolo, durante il tragitto per riportarne le spoglie al padre
altri a la bara intenti, avean di quercia,
 
d'àrbuto e di tali altri agresti rami
 
fatto un ferètro di virgulti intesto
 
e di frondi coperto, ove altamente
 
del giovinetto il delicato busto
 
composto si giacea qual di vïola,
 
o di giacinto un languidetto fiore
 
còlto per man di vergine, e serbato
 
tra le sue stesse foglie, allor che scemo
 
non è del tutto il suo natio colore
 
né la sua forma; e pur da la sua madre
 
punto di cibo o di vigor non ave.»
(Virgilio, Eneide, XI, vv. 64-65)
Il poeta latino Ovidio parla del corbezzolo descrivendo la vita nell'età dell'Oro:
o leggi, spontaneamente onorava lealtà e rettitudine.

[...]

Libera, non toccata dal rastrello, non solcata

dall'aratro, la terra produceva ogni cosa da sé

e gli uomini, appagati dei cibi nati spontaneamente,

raccoglievano corbezzoli, fragole di monte,

corniole, more nascoste tra le spine dei rovi

e ghiande cadute dall'albero arioso di Giove.»
Il poeta Giovanni Pascoli dedicò al corbezzolo una poesia. Infatti nel Risorgimento il corbezzolo, proprio a causa dei colori che assume in autunno, uguali a quelli della bandiera nazionale, era considerato un simbolo del Tricolore. Lo stesso poeta dedicò al corbezzolo anche alcuni versi di un altro suo componimento, il carme Inno a Roma. In esso si fa riferimento al citato passo dell'Eneide; il poeta vide nei colori di questa pianta una prefigurazione della bandiera italiana e considerò Pallante il primo martire della causa nazionale. Infatti nel Risorgimento il corbezzolo, proprio a causa dei colori che assume in autunno, uguali a quelli della bandiera nazionale, era considerato un simbolo del tricolore.
è nella bruma: s'anche tutto muora,

tu il giovanile gonfalon selvaggio

spieghi alla bora»
(Giovanni Pascoli. Al corbezzolo)
(Giovanni Pascoli, Inno a Roma)

## Galleria d'immagini

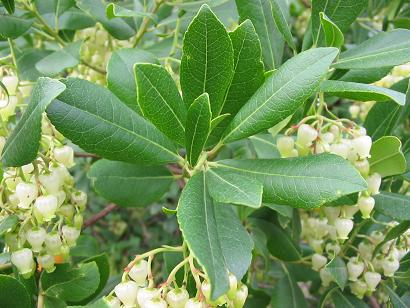
Particolare del fogliame
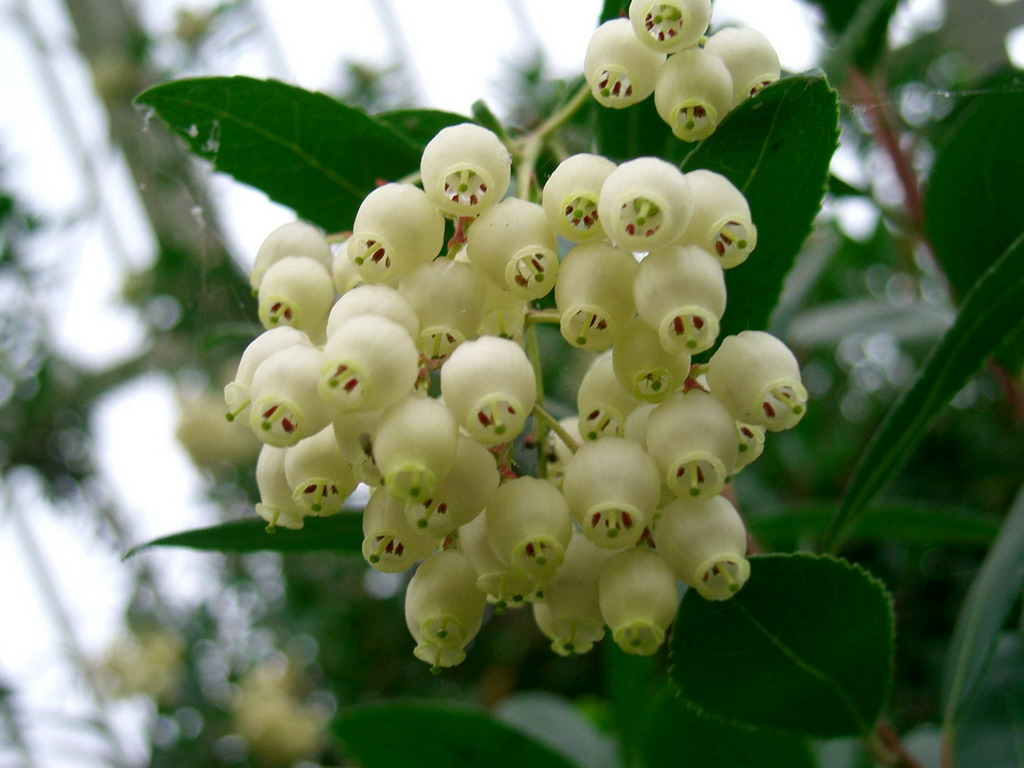
Particolare della fioritura
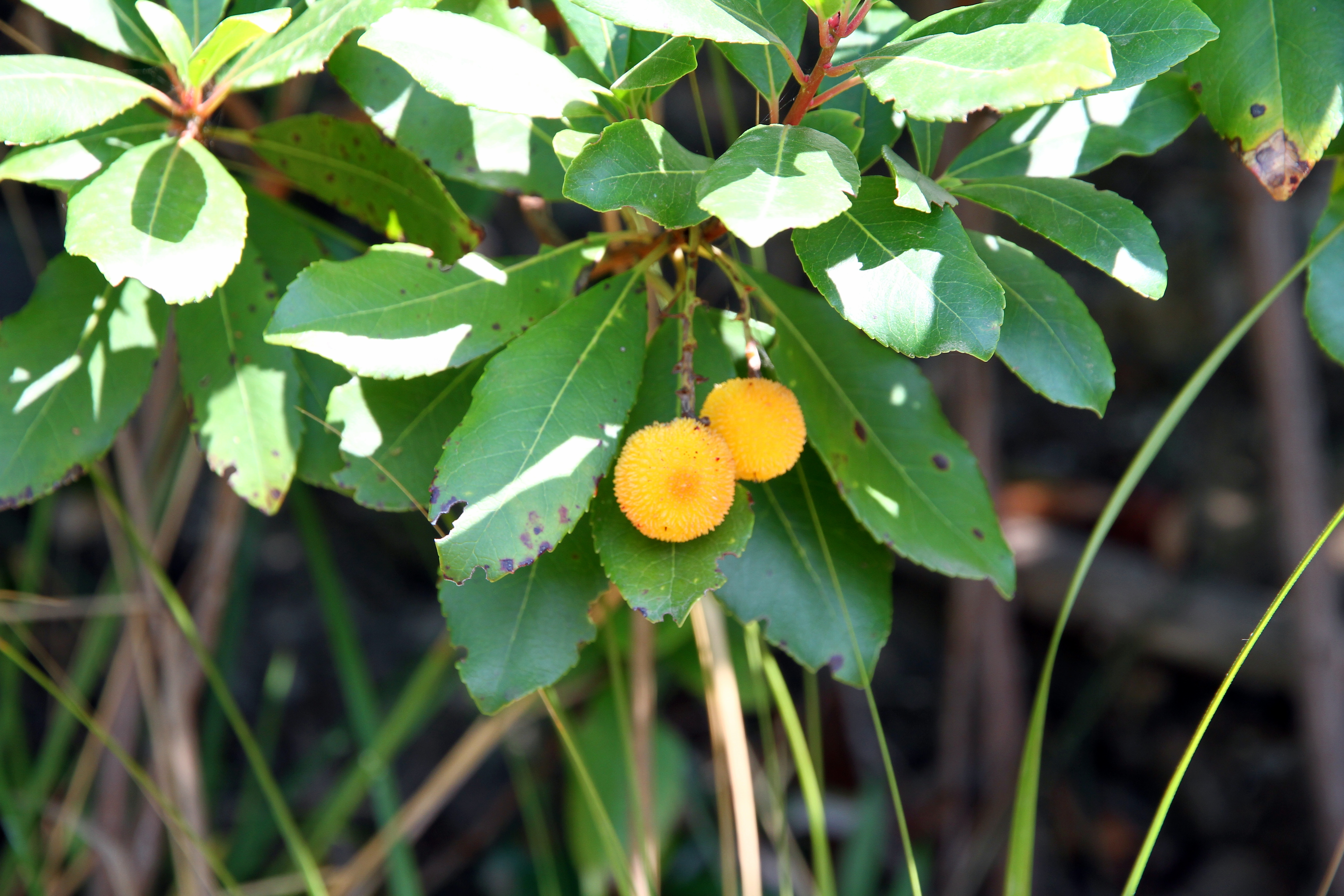
Particolare del frutto acerbo
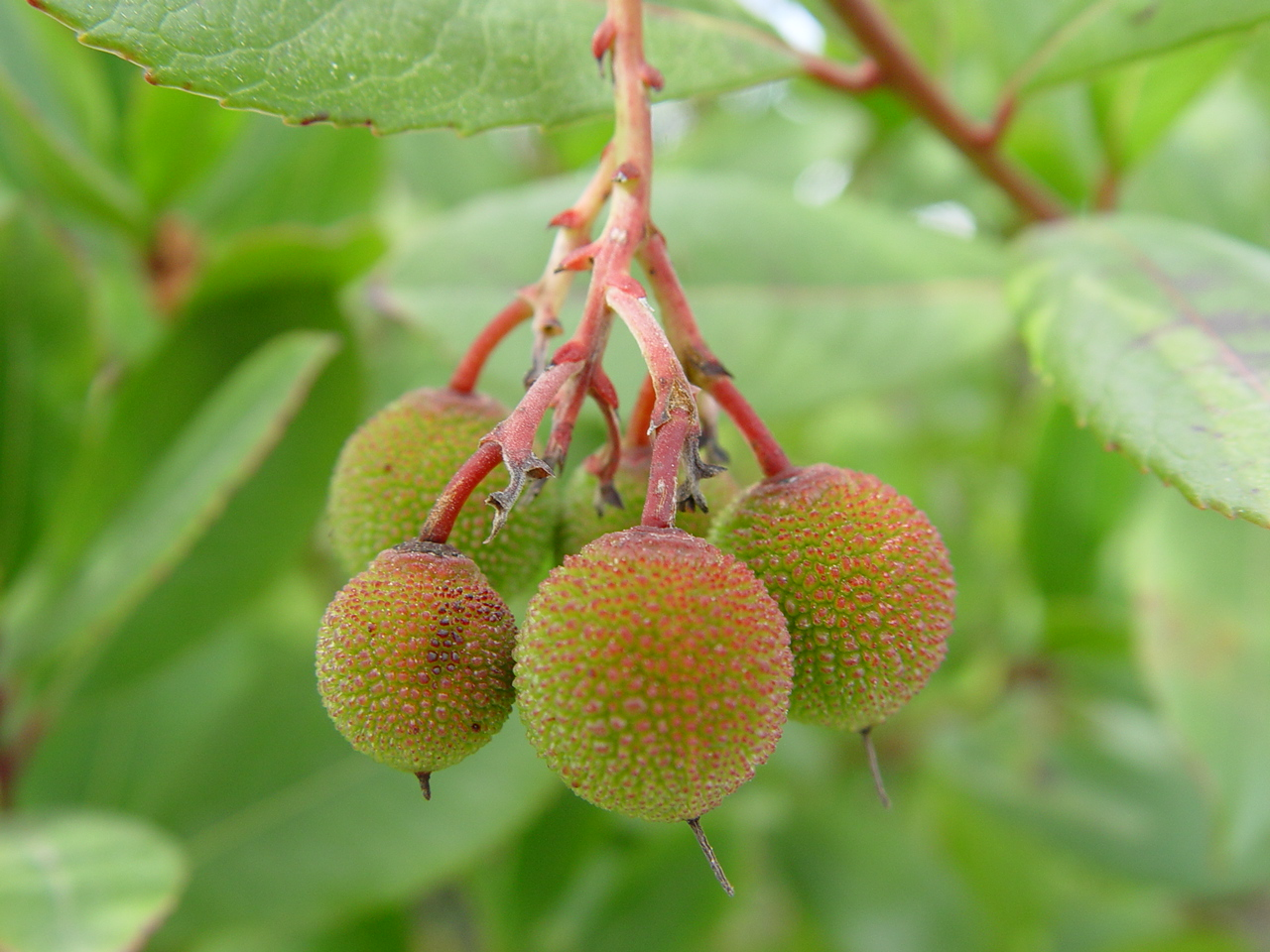
Particolare del frutto acerbo
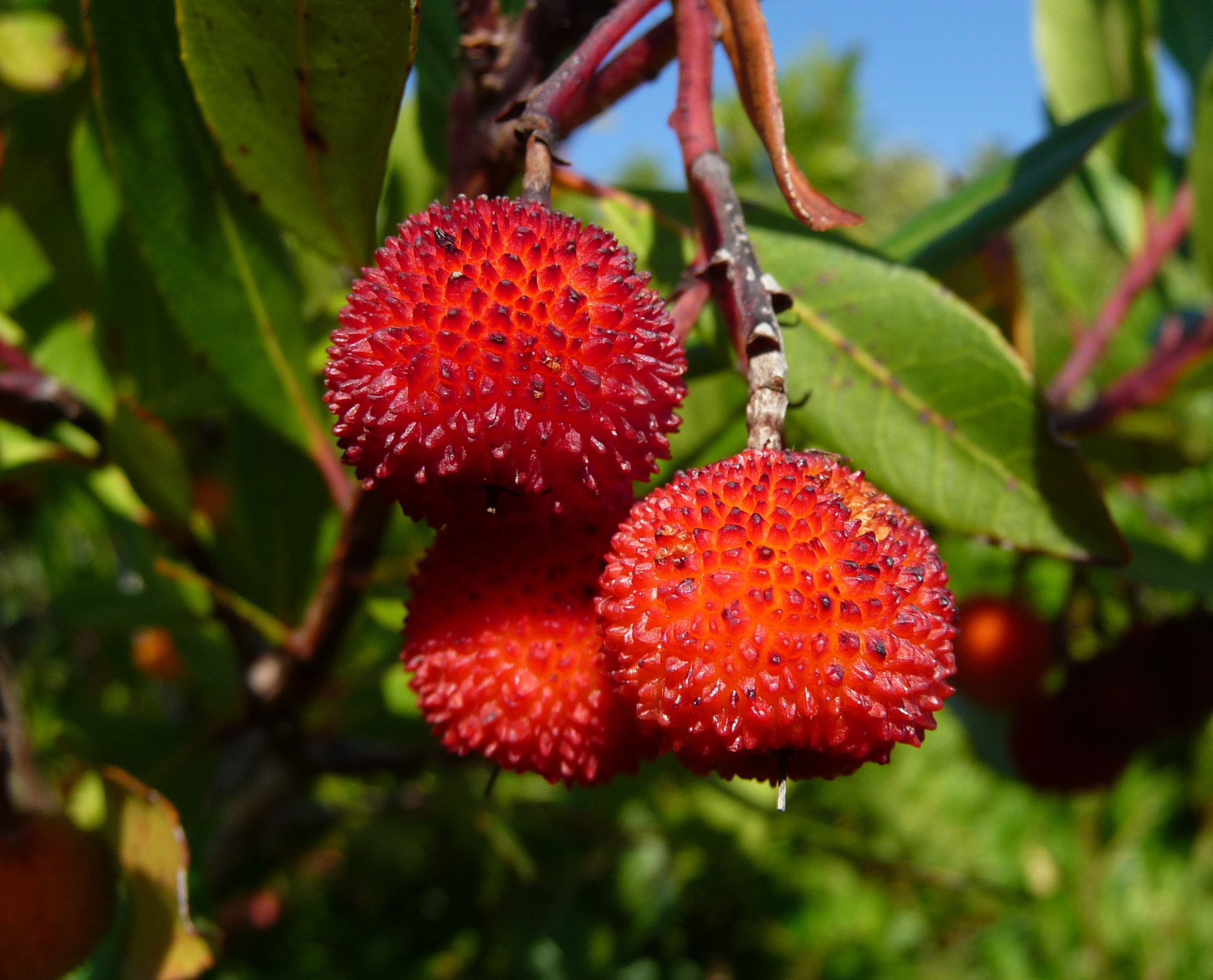
Particolare del frutto maturo
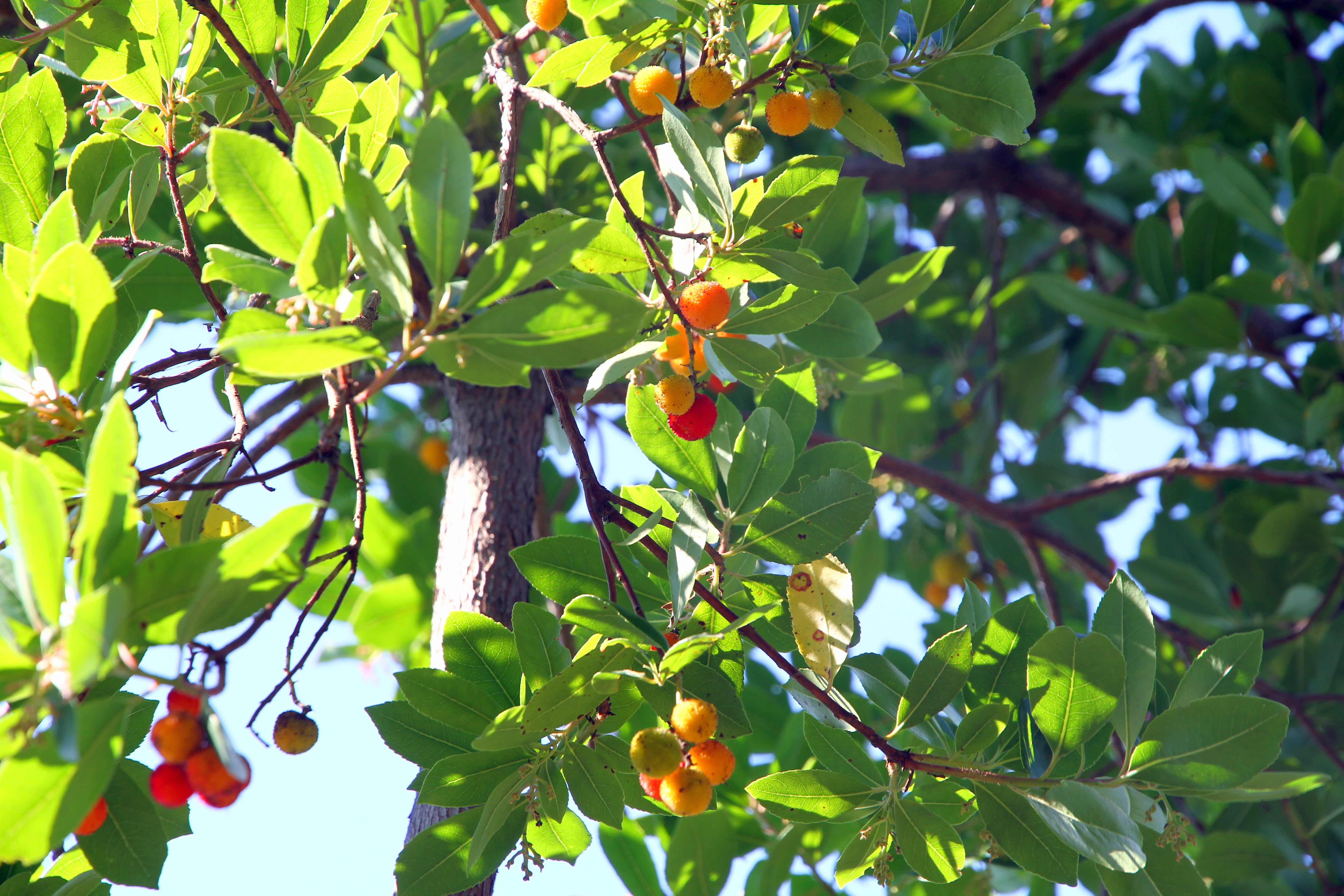
Pianta con frutti maturi
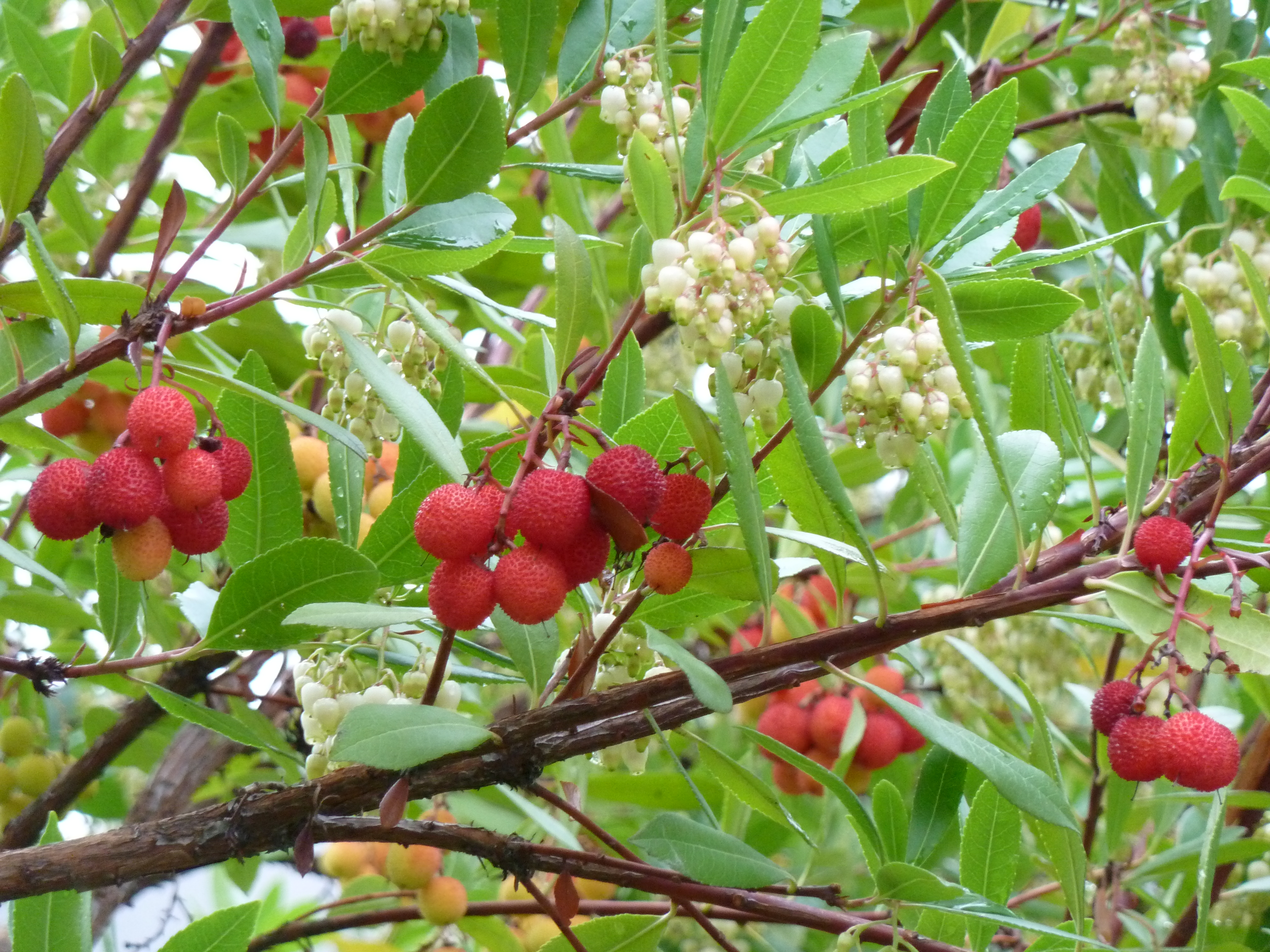
Corbezzoli maturi e infiorescenze
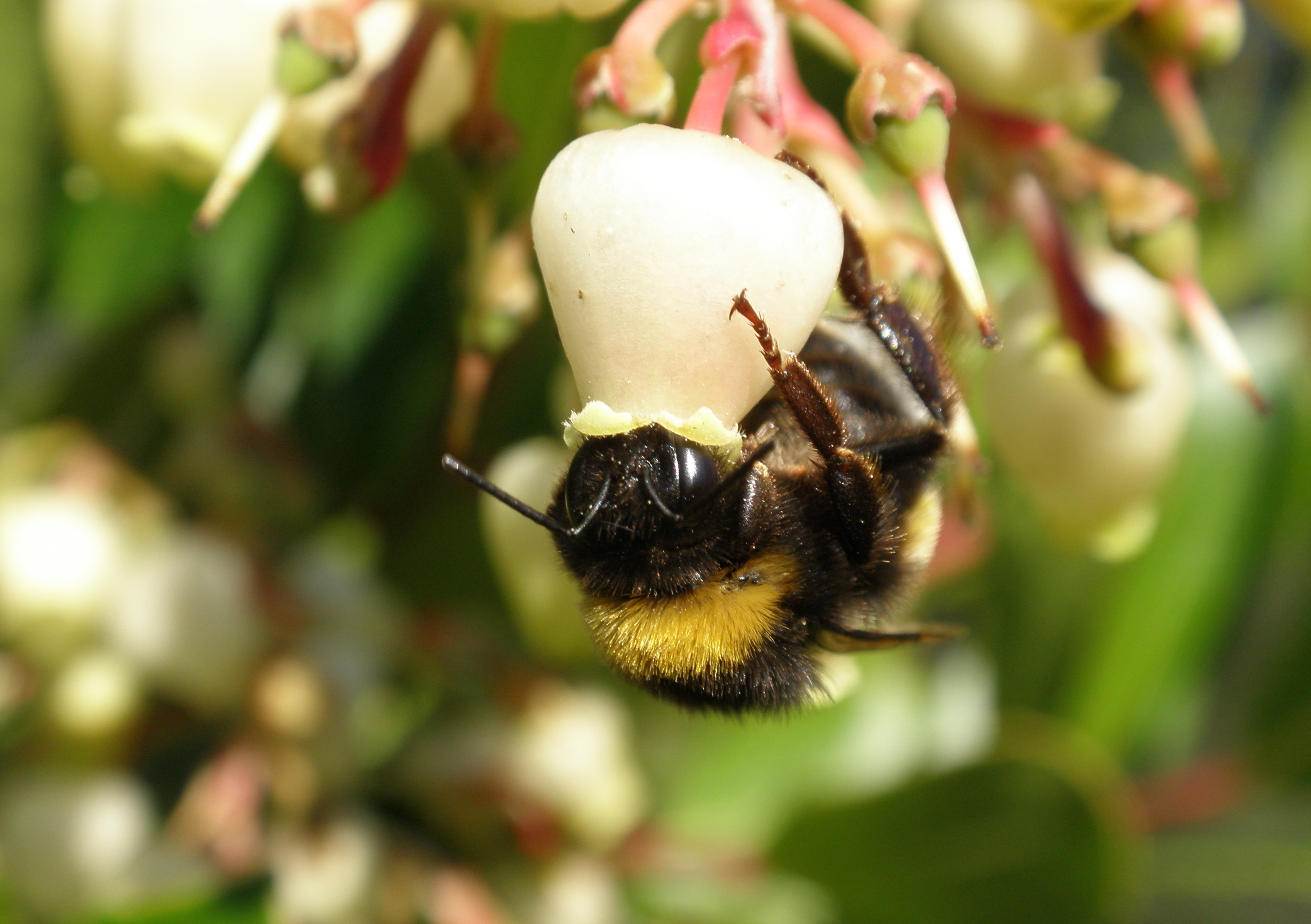
Bombo su fiore